# Strew no more red roses
Strew no more red roses is een compositie van Frank Bridge. Het is een toonzetting van het gelijknamige gedicht van Matthew Arnold; het was de laatste keer dat Bridge een tekst van Arnold gebruikte. Het is een lied geschreven voor bariton of tenor en piano. Het werd voor het eerst uitgegeven in 1917.
Strew no more red roses betekent: Strooi geen rode rozen meer uit.

## Tekst
Strew no more red roses, maidens, 

Leave the lilies in the dew;

Pluck, pluck cypress, O pale maidens!

Dusk, O dusk the hall with yew!

Shall I seek, that I may scorn her,

Her I lov'd at eventide?

Shall I ask, what faded mourner

Stands at daybreak, weeping by my side?

## Discografie
- Uitgave Dutton Vocalion: Daniel Tong (piano) met Ivan Ludlow (bariton
- Uitgave Hyperion: Roger Vignoles (piano) met Jamie MacDougall (tenor)